# Bienenbrot

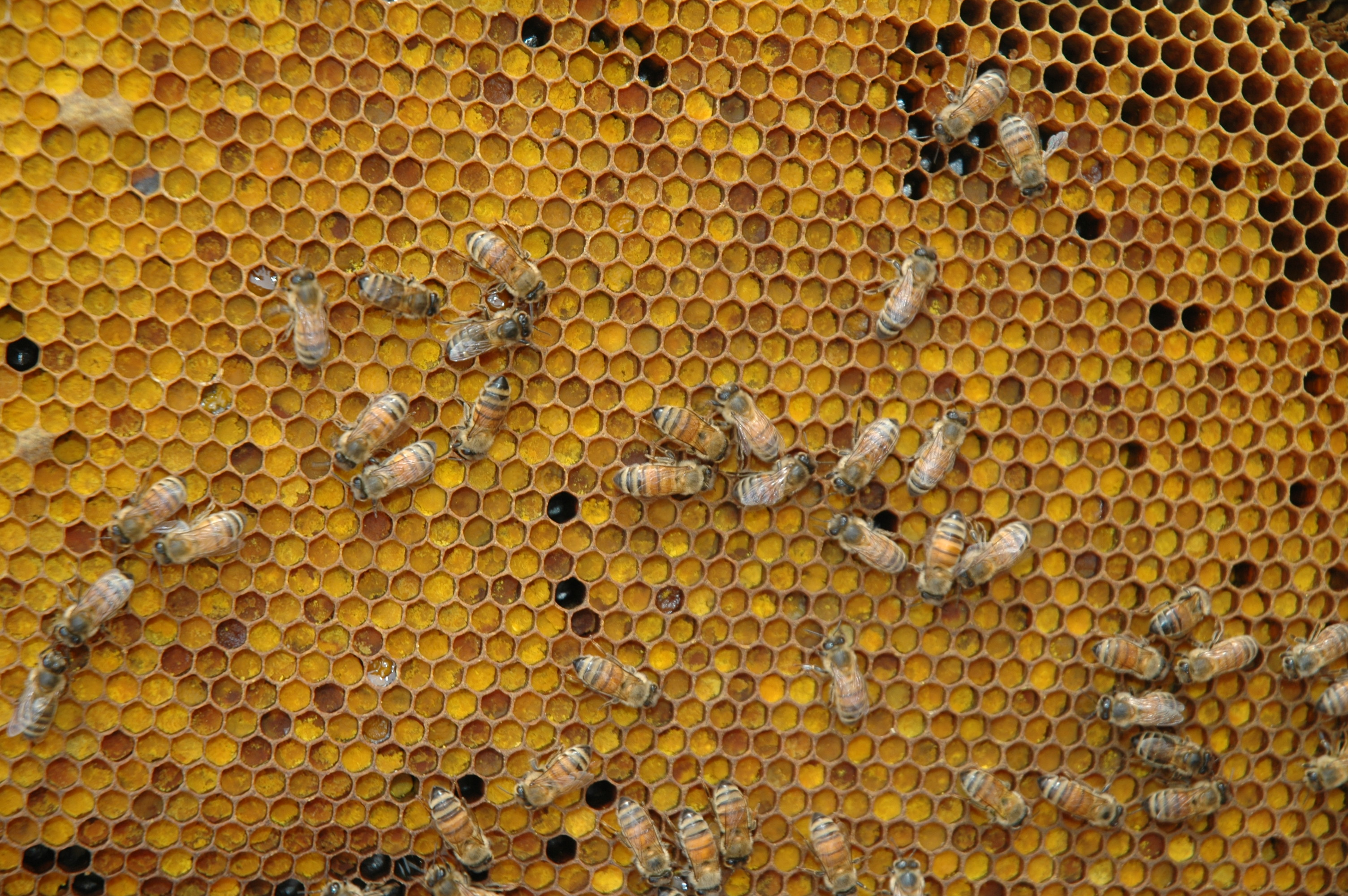
In Bienenwaben eingelagerter Blütenpollen

Bienenbrot oder Perga wird Blütenpollen genannt, der von den Stockbienen bei der Einlagerung in die Wabenzellen mit dem Speichel der bearbeitenden Bienen vermischt und dadurch fermentiert wird. Durch diese Fermentierung wird der Pollen haltbar. Darüber hinaus wird der Pollen in der Zelle mit einer für das menschliche Auge nicht sichtbaren Propolisschicht umschlossen, die ihn vor Bakterien- und Pilzbefall schützt.
Der Name Bienenbrot gründet sich auf den Umstand, als Futtermittel für Arbeiterinnen, aber auch der Brut zu dienen. Frischer Pollen von den Blüten ist nicht lange haltbar, er beginnt schnell zu schimmeln oder zu gären, wenn er nicht rasch getrocknet wird. Der von den Bienen eingelagerte Pollen hingegen ist haltbarer. Außerdem ist Pollen sehr schwer aufzuschließen, um die wertvollen Inhaltsstoffe nutzbar zu machen. Dies geschieht unter anderem durch die Fermentierung. An diesem Prozess sind dreierlei Mikroben – Pseudomonas, Lactobacillus und Saccharomyces – beteiligt.  Ansonsten wird versucht, durch Milchsäuregärung die Aufschließung herbeizuführen.

## Verwendung als Nahrungsergänzungsmittel
Anwender der Pflanzenheilkunde sagen dem Bienenbrot positive Eigenschaften nach, um verschiedene medizinische Beschwerden zu heilen. Jedoch sind keine dieser positiven Eigenschaften wissenschaftlich bestätigt. Bienenbrot kann gefahrlos für einen kürzeren Zeitraum verwendet werden. Allergiker sollten sich jedoch dessen bewusst sein, dass es beim Einsatz von Bienenbrot zu allergischen Reaktionen kommen kann (Atemnot, Nesselsucht, Schwellungen oder Anaphylaxie). Bienenbrot sollte von schwangeren Frauen nicht konsumiert und ebenso wenig während der Stillzeit verwendet werden. Die amerikanische Food and Drug Administration (FDA) warnt vor der Verwendung von manchen Bienenbrotprodukten, die im Verdacht stehen, mit nicht zugelassenen Zusätzen wie Sibutramin oder Phenolphthalein versehen worden zu sein.